# Челант, Аттилио
Аттилио Челант (итал. Attilio Celant, Родился 28 декабря 1942 года в Польчениго) — итальянский экономист, географ и доцент, а также нынешний президент Ассоциации выпускников экономического факультета римского университета Ла Сапиенца, ассоциации, в чьи ряды входят самые блестящие умы итальянской экономической мысли.
Получил диплом экономиста в римском университете Ла Сапиенца в 1968 году. С 1969 по 1972 г. работал редактором в Институте Итальянской энциклопедии (Треккани) с 1972 по 2000 г. руководителем секции географии и тематической картографии.
С 1971 г. был доцентом университета, с 1972 г. ординарным ассистентом, с 1982 г. адъюнкт-профессором, с 1986 — экстраординарным и с 1989 г. ординарным профессором.
В июне 2005 г. получил звание «Великого офицера» Ордена «За заслуги перед Итальянской Республикой».

## Академическая карьера

### Римский университет Ла Сапиенца
- Член Академического сената в качестве Председателя факультета экономики (2002—2011)
- Президент Коллегии заведующих кафедрой (1997—2002)
- Советник администрации (1998—2002)
- Президент Союзного Атенея гуманитарных, юридических и экономических наук (2007—2008)

### Римский университет Ла Сапиенца — факультет экономики
- Ординарный ассистент экономической географии (1972—1983); в академическом году 1971/72 и с академического года 1973/74 по академический год 1982/83 — уполномоченный профессор экономической географии.
- Адъюнкт-профессор экономической географии (1983—1986).
- Уполномоченный профессор экономической географии (1986—1991).
- Ординарный профессор экономической географии (1991- текущий момент).
- Руководитель курса повышения квалификации «Экономика туризма» (1998—2000).
- Руководитель магистерской программы «Экономика и менеджмент туризма» (2000—2010)[3].
- Заведующий кафедрой геоэкономических, лингвистических, статистических и исторических исследований для регионального анализа (1994—2002).
- Декан факультета экономики римского университета Ла Сапиенца (2002—2011)[4].

### Свободный международный Университет социальных наукГвидо Карли(ЛУИСС) — факультет экономики
- Уполномоченный профессор политической и экономической географии (1985—1986).

### Университет Удине — Факультет иностранных языков и литературы
- Экстраординарный профессор политической и экономической географии (1986—1989).
- Ординарный профессор политической и экономической географии (1989—1991).

### Университет Пенсильвании — Колледж штата — Кафедра географии
- Приглашенный профессор (1982)

## Членская деятельность
Является нынешним президентом Ассоциации выпускников экономического факультета римского университета Ла Сапиенца, контролирующего органа факультета экономики, взрастившего несколько поколений лидеров национального и международного уровня, которые распространяют свои экономические знания по всему миру (Марио Драги, Инъяцио Виско, Федерико Каффе, Энрико Джованнини, Пьер-Карло Падоан, Эцио Тарантелли, Марчелло Де-Чекко, Пьерлуиджи Чиокка) или руководят бизнес-процессами в разных отраслях (Чезаре Ромити, Луиджи Спавента). В настоящее время занимает позицию руководителя исследований территориального раздела ИталиаДечиде (итал. ItaliaDecide), группы исследователей (Фабрика мысли), в которую входят представители политических организаций, органов администрации и научной и культурной элиты.
Входит в управляющий комитет Итальянского географического общества.
Также является членом управляющего совета Итальянского центра американских исследований.

## Исследовательская деятельность
Научная деятельность развивалась в нескольких направлениях. Работал над темами регионального развития и территориального дисбаланса с уклоном на проблему южной Италии; проводил исследования развивающихся стран, в частности, Индии и африканского региона Сахель. Разрабатывал темы по методологии географии, эволюции географической мысли и роли количественных инструментов в дисциплине. Занимался проблемами, связанными с развитием туризма и их связью с развитием экономики и территорией. Затрагивал темы международной торговли, уделяя особое внимание конкурентоспособности территории.
Много раз участвовал в Национальных географических конгрессах, выступая с речами, докладами (в 1986 г. в Турине) или заказными статьями (1996 г. Триесте, инаугурационный круглый стол). Принимал участие во многих международных географических конгрессах, выступая с ценными докладами: Монреаль (1972), Москва (1976), Токио (1980).
- 1986: Разработал доклад на тему «Географические исследования в Италии 1960—1980 годов».

Также принимал участие в ежегодных конференциях AAG (Ассоциации американских географов), RSA (Региональной научной ассоциации), AISRE (Итальянской ассоциации региональных наук).
- 1979—1990: Координировал исследования национальных рабочих групп по таким вопросам как «Развитие и отсталость: страны третьего мира», «Традиции и современность в процессе развития стран региона Судана».
- 1982—1990: Координатор оперативных единиц проекта по транспорту, а затем проекта по экономике Италии, которые получили поддержку и финансирование Национального исследовательского совета.
- 1989—1991: Координатор национальных исследований Министерства просвещения, высшего образования и науки Италии по тематическому картографированию.
- 1991—1993: Участие в проекте «Quadroter и человек окружающей среды» Национального исследовательского совета.
- 1995—1997 годы: координатор местного проекта «Туризм как фактор экономического роста, конкурентоспособности и занятости на Юге» Национального исследовательского совета.
- 1997—1998: Локальный координатор проекта «Туризм и региональный дисбаланс» в рамках стратегического проекта по туризму Национального исследовательского совета.
- 1999—2000: Национальный координатор проекта «Инновации и технологии управления и повышения качества окружающей среды для сельского хозяйства» Мультирегионального оперативного проекта РОМ, Мера 2.
- 2000—2001: Локальный координатор проекта «Туризм и региональный дисбаланс: роль малых туристических объектов» и Второго стратегического проекта «Туризм и экономическое развитие» Национального исследовательского совета.
- 2002—2004: Национальный научный координатор PRIN (Программы исследований национальных интересов) «Туризм и рост производительности труда: местные факторы и местная конкурентоспособность».
- 2005—2007: Национальный научный координатор PRIN «Развитие туризма и территориальных преобразований. Городские районы, экосистемы и региональные сложности».

## Издательская деятельность и СМИ
- 1983—1986: принял участие в научных разработках, создании и издании «Торгово-экономического атласа Италии», под редакцией Валерио Леви в 1987 году.
- 1974 — настоящее время: один из главных редакторов колонки географии и общества серии, опубликованной Франко Анджели с тиражом более восьмидесяти томов.
- 1985—1990: один из главных редакторов колонки высших исследований, серии «География для новой научной Италии», Рим.
- 2000—2002: один из главных редакторов первого дополнения Малой Итальянской энциклопедии (Треккани), в 2 томах, 2002.
- 2002—2005: один из главных редакторов «XXI века», приложение VII Большой итальянской энциклопедии, в трех томах. (2006—2007).
- 2006—2009: один из главных редакторов «XXI века» в 6 томах, 2009—2010 Большой итальянской энциклопедии.
- 2009—2012: Экономический обозреватель для TG1 Экономика, экономический выпуск программы новостей итальянского телеканала RAI 1.

## Личная жизнь
Профессор Челант живёт в Риме с женой Альбертой, учителем на пенсии. Трое детей: Симоне, Кьяра и Лучия.

## Награды
- Великий офицер ордена «За заслуги перед Итальянской Республикой»

## Премии
Премия Сан-Марко Академии Св. Марка Порденонского как «пример для подражания и точка опоры отечественного и зарубежного научного мира».